# Acacia nigripilosa
Acacia nigripilosa är en ärtväxtart som beskrevs av Joseph Henry Maiden. Acacia nigripilosa ingår i släktet akacior, och familjen ärtväxter.

## Underarter
Arten delas in i följande underarter:
- A. n. latifolia
- A. n. nigripilosa